# Joan de Borja-Llançol de Romaní i Navarro d'Alpicat
|  | Per a altres significats, vegeu «Llançol». |

Joan de Borja-Llançol de Romaní i Navarro d'Alpicat, anomenat el major (1446 - 1 d'agost de 1503) va ser el primer dels deu cardenals nebot promocionats pel papa Alexandre VI, el cosí del seu pare, Galceran de Borja i Montcada.
És de la família Borja i cosí del papa Alexandre VI, cosí tercer del cardenal Joan de Borja-Llançol de Romaní i de Montcada (1496) i del cardenal Pere Lluís de Borja-Llançol de Romaní i de Montcada (1500) i cosí del cardenal Joan Castellar i de Borja (1503).

## Biografia
Borja era fill de Galceran de Borja i Moncada i de Tecla Navarro de Alpicat, nascut el 1446. Va ser canonge del capítol de la catedral de València i del  prepòsit  d'Albal així com un clergue menor.
El papa Sixt IV, també parent, va fer que Borja protonotari apostòlic i un editor de cartes apostòliques cap al 1408. El papa Innocenci VIII el va convertir en governador de Roma. Borja va tenir un fill il·legítim anomenat Galceran.
Va ser elegit arquebisbe de Monreale el 13 de setembre de 1483, arxidiòcesi que mai visitaria però ocuparia fins a la seva mort. No hi ha proves que mai fos sacerdot ni consagrat com a bisbe. Després del conclave de 1492, que va elegir el papa Roderic Borja com Alexandre VI, va ser creat cardenal-sacerdot de Santa Susanna el 31 d'agost de 1492.
Borja va continuar acumulant prebendes i els seus ingressos associats: es va convertir en l'administrador de la bisbe d'Olmütz, Moràvia des del 8 de febrer de 1493 fins al 30 de gener de 1497. Va ser nomenat legat papal per Alfons II de Nàpols el 18 d'abril de 1494. Borja va ser nomenat bisbe de Ferrara el 29 d'octubre de 1494, prenent possessió del lloc el 14 de juny de 1497 fins a la seva mort. També va ser el bisbe de Melfi des del 19 de setembre de 1494 fins al 3 de desembre de 1498.
El maig de 1494 va assistir a la coronació d'Alfons II de Nàpols, juntament amb un patriarca, set arquebisbes i quaranta bisbes; El mateix Borja va coronar el rei Alfons el 18 de maig. Juntament amb Cèsar Borja i Alexandre VI, Joan es va reunir amb Alfons el 12 de juliol de 1494, a Vicovaro per coordinar l'estratègia militar contra el cardenal Ascanio Sforza (a qui Borja substituiria després en el despatx del vicecanceller el 1500) i els seus aliats, així com Carles VIII de França<. Va portar les condicions de pau d'Alexandre VI a Carles VIII el 25 de desembre de 1494 a Bracciano abans de retirar-se amb el pontífex el 7 de gener de 1495 al Castel de Sant'Angelo (i després el 27 de maig de 1495 a Orvieto) per refugiar-se de les tropes franceses. El 24 d'abril de 1503, Borja es va convertir en el patriarca llatí titular de Constantinoble.
Joan Borja va morir l'1 d'agost de 1503, i el mateix mes el seu oncle papa Alexandre VI també va perdre la vida.

## En la cultura popular
Joan de Borja és un objectiu del vídeojoc del 2010 Assassin's Creedː Brotherhood. Segons la descripció del vídeojoc, quan era governador de Roma, al costat d'Octavien de Valois i Micheletto Corella, Joan va ser assassinat per Ezio Auditore da Firenze l'1 d'agost de 1503, en un festeig per les campanyes de Cèsar, llavors capità general, just dies abans que el seu oncle el papa morís, el 18 d'aquest mes.